# متحف ياسر عرفات
متحف ياسر عرفات هو مؤسسة ثقافية تعليمية تهدف إلى حفظ وأرشفة وعرض موروث ياسر عرفات رئيس اللجنة التنفيذية لمنظمة التحرير الفلسطينية ورئيس دولة فلسطين. يقع المتحف ضمن مقر الرئاسة الفلسطينية في مدينة البيرة. للمتحف لجنة مكونة من 15 عضوًا، ولها مجلس إدارة ومجلس أمناء.
يُجسد متحف ياسر عرفات الذاكرة الوطنية الفلسطينية المعاصرة من خلال توثيق مسيرة الرئيس الفلسطيني الراحل أبو عمار، وتسليط الضوء على مراحل حياته ودوره السياسي بطريقة تفاعلية ومؤثرة. منذ افتتاحه، ضم المتحف مجموعة من المقتنيات الشخصية لياسر عرفات، ومن أبرزها نظارته التي ارتداها خلال خطابه الشهير في الأمم المتحدة عام 1974، وعدد من الكوفيات، وجواز سفره، إلى جانب صور ووثائق ومواد سمعية وبصرية. كما يستعرض المتحف 100 عام من التاريخ الفلسطيني، تضمن محطات محورية مثل النكبة الفلسطينية وما تبعها من تحولات سياسية واجتماعية في مسيرة الشعب الفلسطيني.

## العمارة
تم بناؤه عام 2016، على أرض تبلغ مساحتها 1,350 مترًا مربعً، بمساحة بناء تبلغ حوالي 2,600 مترًا مربعًا، تضم بعضًا من ما تبقى من مبنى المقاطعة القديم الذي كان قد تعرض للدمار في حصار ياسر عرفات عام 2002.
يوجد في المتحف مرافق عدة، الرئيسية منها:
- ضريح الشهيد ياسر عرفات

- قاعة المعارض: تستضيف معارض فنية متنوعة، وتنظم دورات
- قاعة المصادر: تحتوي على مكتبة ورقية متخصصة تضم كتبًا وموسعات تتعلق بالقضية الفلسطينية وياسر عرفات على وجه الخصوصن بالإضافة إلى نظام ارشيف إلكتروني خاص.
- قاعة المنتدى: تضم مسؤحًا صغيرًا يتسع 100 شخص، والقاعة مجهزة لإستضافة النشاطات الثقافية المتنوعة بما في ذلك العروض المسرحية والندوات، وورش العمل.

## التاريخ
اُفتتح المتحف في عام 2016، بعد بدء بنائه في عام 2009، وبتكلفة وصلت 7 ملايين دولار. يعرض المتحف مسار الشعب الفلسطيني منذ 1900 حتى عام 2004.
يشمل المتحف 120 لوحة من النصوص والصور و33 شريط فيديو، وعدد من اللوحات الفنية وجداريات مؤثرة في التاريخ الفلسطيني، إضافة إلى العديد من النصوص ووثائق أرشيفية ومركزا لمصادر المعلومات.

## وصلات خارجية
- الموقع الرسمي